# Myristica impressinervia
Myristica impressinervia är en tvåhjärtbladig växtart som beskrevs av James Sinclair. Myristica impressinervia ingår i släktet Myristica och familjen Myristicaceae. Inga underarter finns listade i Catalogue of Life.